# Obereopsis limbata
Obereopsis limbata là một loài bọ cánh cứng trong họ Cerambycidae.